# Comboni-Missionare
Die Kongregation der Comboni-Missionare vom Herzen Jesu (Ordenskürzel: MCCJ) ist eine missionarische Ordensgemeinschaft der römisch-katholischen Kirche, die sich in die Männergemeinschaft der Comboni-Missionare und die Frauengemeinschaft der Comboni-Missionsschwestern gliedert. Sie wurden 1867 und 1872 durch Daniele Comboni gegründet.

## Geschichte
Daniele Comboni gründete im italienischen Verona zwei Gemeinschaften, die sich heute Comboni-Missionsschwestern (gegründet 1872) und Comboni-Missionare (1867) nennen. Comboni war der erste, der Frauen in die Missionsarbeit nach Zentralafrika schickte. Er engagierte sich besonders im Sudan in der Mission und gegen den Sklavenhandel. Die Missionsschwestern und die Missionare erhielten vor allem aus Österreich und Deutschland Unterstützung, insbesondere vom Kölner Missionsverein und vom Wiener Marienverein.
Nach Combonis Tod wurde sein Missionsinstitut in eine Kongregation umgewandelt. Die erste Neugründung im deutschsprachigen Raum erfolgte 1895 im damals österreichischen Milland (bei Brixen in Südtirol). Dort bereiteten sich deutschsprachige Missionare auf ihren Missionseinsatz vor, die italienischsprachigen in Verona. Nach dem Ersten Weltkrieg wurde die Kongregation durch ein Dekret der Propaganda Fide vom 27. Juli 1923 aufgeteilt. Die deutschsprachige Kongregation erhielt dabei den Namen Missionare – Söhne des Heiligsten Herzen (italienisch Missionari Figli del Sacro Cuore di Gesù, MFSC), die italienische Kongregation nannte sich Söhne des Heiligsten Herzen Jesu (italienisch: Figli del Sacro Cuore di Gesù, FSCJ) oder Söhne des Heiligsten Herzen von Verona.
1908 erwarb die MFSC ein zweites Haus in Messendorf bei Graz zur Ausbildung der Missionsbrüder, 1920 wurde in Schrezheim bei Ellwangen das erste deutsche Haus (Josefstal) eröffnet. Im nahen Bad Mergentheim wurde 1929 ein weiteres Missionsseminar eröffnet. Ein Jahr zuvor konnte in Mellatz bei Lindenberg im Allgäu ein weiteres Haus erworben werden. Weitere Standorte entstanden deutschlandweit.
Am 2. September 1975 wurde bei einem Generalkapitel von MFSC und FSCJ in Ellwangen die Wiedervereinigung der beiden Kongregationen beschlossen und beim Generalkapitel am 22. Juni 1979 vollzogen. Letztere gaben sich den Namen Comboni-Missionare vom Herzen Jesu (MCCJ). Im Zuge des Zusammenschlusses wurde am 5. Oktober 1979 die Deutschsprachige Provinz der Kongregation der Comboni-Missionare vom Herzen Jesu errichtet. 1975 traten zwei Brüder und zwei Novizen der Comboni-Missionare zum Engelwerk über.

## Struktur und Tätigkeitsfelder
Die Kongregation gliedert sich in 31 Provinzen und Delegationen. Die Ordensleitung befindet sich in Rom. Die deutschsprachige Provinz (DSP) umfasst acht Niederlassungen (Stand 2025), davon sechs in Deutschland (Nürnberg, Bamberg, Ellwangen, Josefstal, Mellatz und Neumarkt in der Oberpfalz), eine in Österreich (Graz) und eine in Südtirol (Brixen). Die Verantwortung jeder Provinz liegt beim Provinzoberen und seinen Räten. Dieses Gremium wird alle drei Jahre in geheimer Wahl von den Mitgliedern der jeweiligen Provinz gewählt. Im Jahr 2008 arbeiteten etwa 1740 Comboni-Missionare (Priester und Brüder) in etwa 40 Ländern weltweit.
Das XVIII. Generalkapitel der Comboni-Missionare wählte 2015 in Rom Tesfaye Tadesse als Nachfolger von Enrique Sánchez González zum neuen Generaloberen des Ordens.
Comboni-Missionare sind in den verschiedensten Bereichen der Mission tätig: von der Erstevangelisierung über die seelsorgerische Betreuung in den Stadtrandgebieten der Metropolen, die Ausbildung von Pastoralarbeitern, das Engagement für Indios und Afroamerikaner, die Berufungspastoral bis hin zur Medienarbeit.

## Kritik
Um das Jahr 2010 formierte sich eine Gruppe ehemaliger Priesterschüler der Verona Fathers, des britischen Arms der Comboni-Missionare. Sie warf Angestellten und Priestern des Ordens weitverbreiteten sexuellen Missbrauch in den 1960er und 1970er Jahren vor. Elf Fälle endeten 2014 vor Gericht mit Entschädigungszahlungen des Comboni-Ordens, weitere Verfahren sind noch anhängig. Zu den zentralen Figuren des Missbrauchs in diesem Prozess gehörten die Ordensbrüder John Pinkman († 1984), Luciano Fulvi († 2004), Romano Nardo und Domenico Valmaggia († 2011). Sie alle begründeten damals ihre sexuellen Übergriffe den Kindern und Jugendlichen gegenüber mit „religiösen Handlungen“.

## Generalsuperiore
- Angelo Colombaroli (1899–1909)
- Federico Vianello (1909–1919)
- Paolo Meroni (1919–1931)
- Pietro Simoncelli (1931–1937)
- Antonio Vignato (1937–1947)
- Antonio Todesco (1947–1959)
- Gaetano Briani (1959–1969)
- Tarcisio Agostoni (1969–1979)
- Salvatore Calvia Calvia (1979–1985)
- Francesco Pierli (1985–1991)
- David Glenday (1991–1997)
- Manuel Augusto Lopes Ferreira (1997–2003)
- Teresino Serra (2003–2009)
- Enrique Sánchez González (2009–2015)
- Tesfaye Tadesse (2015–2024)
- vakant (seit 2024)

## Bekannte Comboni-Missionare
- Giovanni Losi (1838–1882), Missionar im Sudan, Beichtvater von Pater Comboni
- Josef Ohrwalder (1856–1913), Missionar im Sudan, Autor
- Franz Xaver Geyer (1859–1943), Missionar im Sudan, Missionsbischof von Zentralafrika sowie Schriftsteller
- Otto Huber (1871–1954), Pater und Missionar in Nordafrika
- Lorenzo Ceresoli (1931–2024) Apostolischer Vikar von Awasa in Äthiopien
- Gianfranco Masserdotti (1941–2006), Bischof von Balsas in Brasilien
- Giovanni Migliorati (1942–2016), Apostolischer Vikar von Awasa
- Camillo Ballin (1944–2020), Bischof und Apostolischer Vikar im Nördlichen Arabien
- Giuseppe Filippi (* 1945), emeritierter Bischof von Kotido
- Giuseppe Sandri (1946–2019), Bischof von Witbank, Generalsekretär der Comboni-Missionare 1999–2007
- Menghisteab Tesfamariam (* 1948), Metropolit der Eritreisch-Katholischen Kirche und Bischof der Erzeparchie Asmara
- Luis Alberto Barrera Pacheco (* 1966), Bischof von Callao
- Dominic Eibu (* 1970), Bischof von Kotido